# Adéla z Vermandois
Adéla z Vermandois (asi 910 – 960 Bruggy) byla karlovskou i robertovskou franskou šlechtičnou a flanderskou hraběnkou.

## Život
Adéla se narodila v roce 910 jako dcera Herberta II. z Vermandois a jeho manželky Adély, dcery Roberta I. Francouzského. V roce 960 zemřela v Bruggách.
V roce 934 se Adéla provdala za Arnulfa I. Flanderského. Měli spolu několik dětí:
- Hildegarda Flanderská (934–990), manželka Dirka II. Holandského
- Liutgarda Flanderská (935–962), manželka Wichmana IV. Hamalandského
- Egbert Flanderský (zem. 953)
- Balduin III. Flanderský (940–962)
- Elfruda Flanderská, manželka Siegfrieda z Guînes